# Akolut

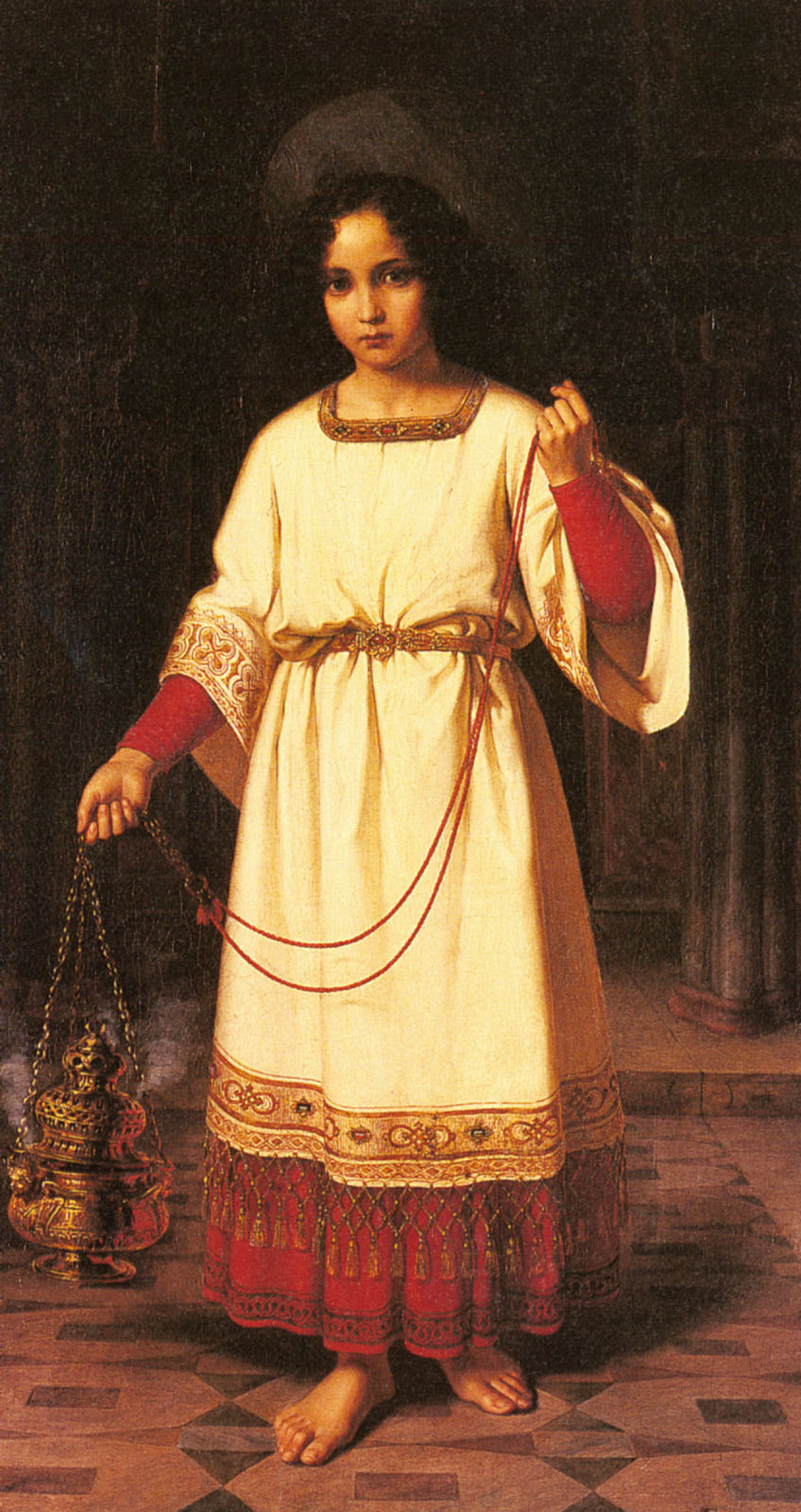
Akoluten av Solomon Abraham 1842.

Akolut, akolyt (av grekiskans ἀκόλουθος, akolouthos, "medhjälpare", "följeslagare" eller "efterföljande"), var ett lägre kyrkligt ämbete och kyrklig vigning med liturgiska uppgifter inom Romersk-katolska kyrkan, de ortodoxa och orientaliska kyrkorna. 
Akolutvigningen var den högsta av de så kallade lägre vigningarna. Till uppgifterna hörde bland annat att tända altarljusen, att förbereda vin och vatten till mässan och att bära ljus i processioner.
I stift med romersk rit avskaffades akolutvigningen 1972. Uppdraget sköts istället av ministranter, som inte är vigda till tjänsten.